# 249
249（二百四十九、にひゃくよんじゅうきゅう）は自然数、また整数において、248の次で250の前の数である。

## 性質
- 249 は合成数であり、約数は 1, 3, 83, 249 である。
  - 約数の和は336。
- 80番目の半素数である。1つ前は247、次は253。
- 各位の和が15になる10番目の数である。1つ前は195、次は258。
- 各位の立方和が801になる最小の数である。次は294。(オンライン整数列大辞典の数列 A055012)
  - 各位の立方和が n になる最小の数である。1つ前の800は2468、次の802は1249。(オンライン整数列大辞典の数列 A165370)
- 249 = 22 + 72 + 142 = 42 + 82 + 132 = 72 + 102 + 102 = 82 + 82 + 112
  - 3つの平方数の和4通りで表せる13番目の数である。1つ前は246、次は251。(オンライン整数列大辞典の数列 A025324)
  - 249 = 22 + 72 + 142 = 42 + 82 + 132
    - 異なる3つの平方数の和2通りで表せる44番目の数である。1つ前は248、次は250。(オンライン整数列大辞典の数列 A025340)
- 249 = {\displaystyle \sum _{k=0}^{8}(k^{2}+k+1)}
  - n = 8 のときの {\displaystyle \sum _{k=0}^{n}(k^{2}+k+1)} の値とみたとき1つ前は176、次は340。(オンライン整数列大辞典の数列 A006527)

## その他 249 に関連すること
- 年始から数えて249日目は9月6日、閏年は9月5日。
- 第249代ローマ教皇は、クレメンス14世（在位：1769年5月19日～1774年9月22日）である。
- 249は、E48系列の標準数。
- 国際電話番号の249は、スーダン。
- ホプキンス (USS Hopkins, DD-249/DMS-13) は、アメリカ海軍の駆逐艦。
- マーチャンド (USS Marchand, DE-249) は、アメリカ海軍の護衛駆逐艦。
- フラッシャー (USS Flasher, SS-249) は、アメリカ海軍の潜水艦。